# The Miz
Michael Gregory „Mike” Mizanin (Parma, Ohio, 1980. október 8. –) ismertebb néven The Miz, amerikai pankrátor, színész és valóságshow sztár. Először az MTV-nél szerzett hírnevet, ahol a "The Real World: Back to New York" című valóságshow-ban szerepelt 2001-ben. Később a Tough Enough negyedik évadában versenyzett, majd különböző szervezeteknél birkózott: Ultimate Pro Wrestling-nél, Deep South Wrestling-nél illetve Ohio Valley Wrestling-nél. Pályafutása alatt egyszeres DSW nehézsúlyú bajnok, egyszeres WWE bajnok, hétszeres interkontinentális bajnok, kétszeres WWE országos bajnok valamint négyszeres WWE Tag Team bajnok lett; színész karrierje során pedig több filmben szerepelt. Jelenleg a WWE-vel áll szerződésben.

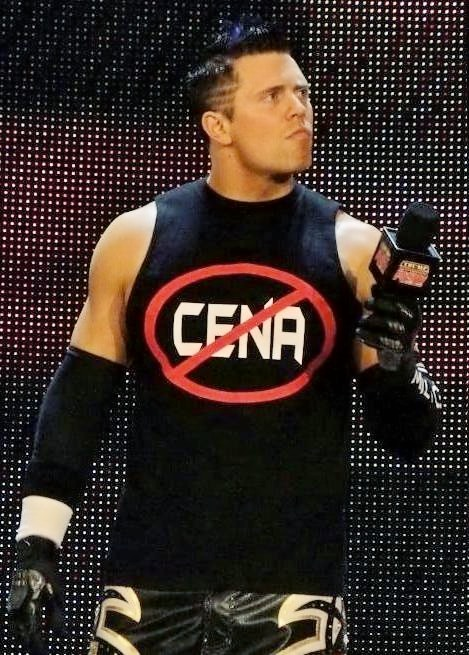
The Miz 2009-ben

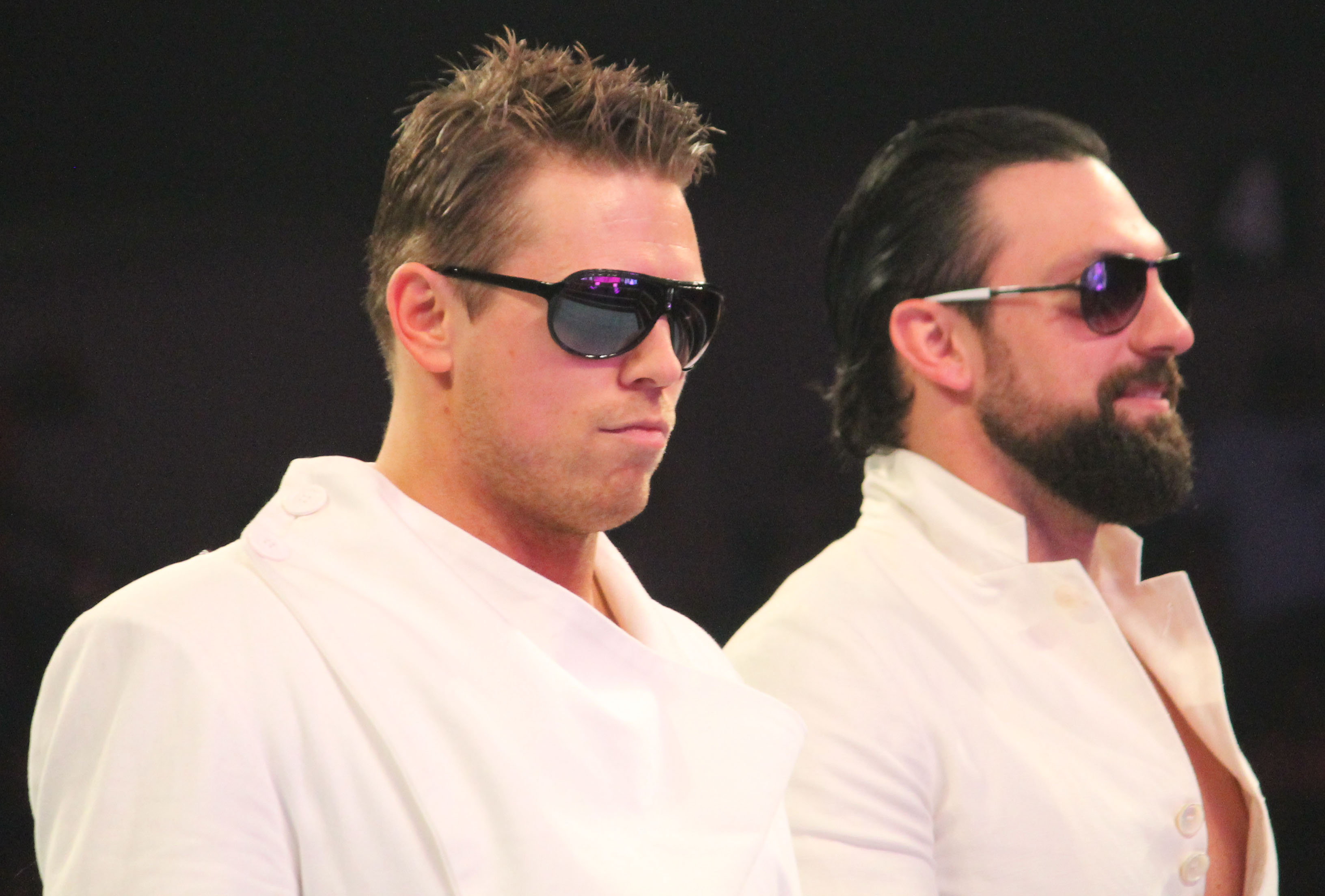
Miz és Mizdow

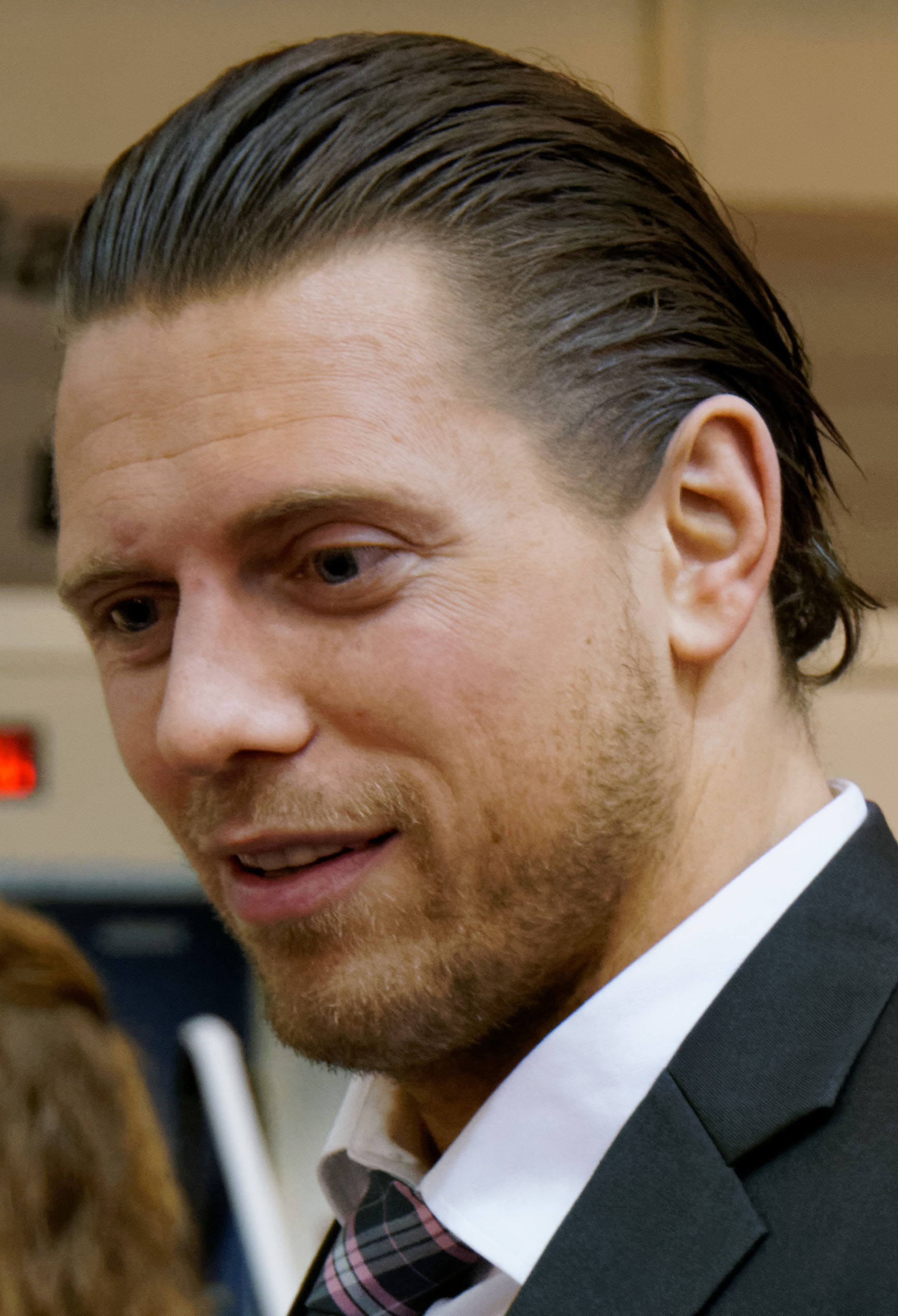
The Miz 2014-ben

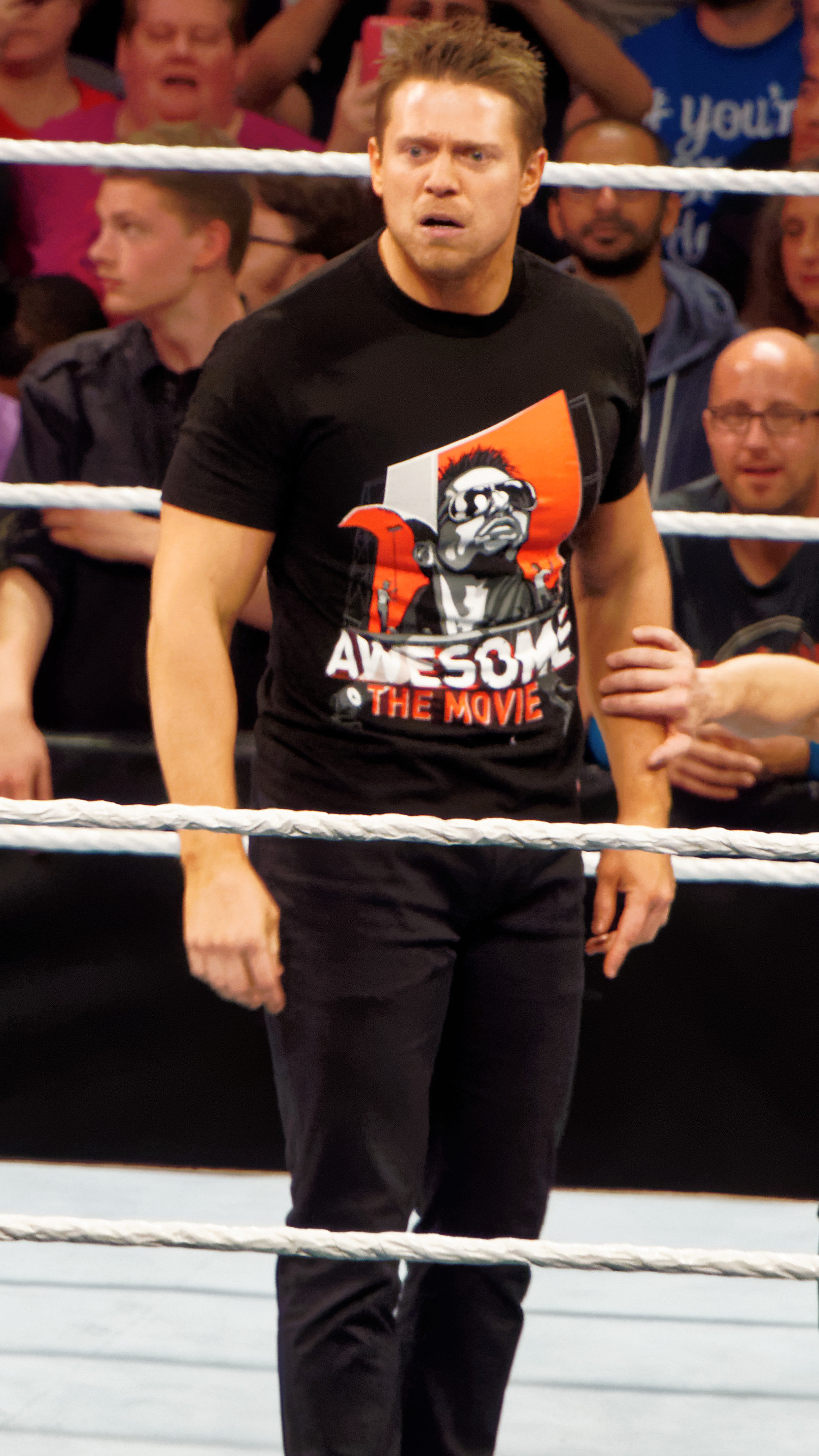
The Miz 2015-ben

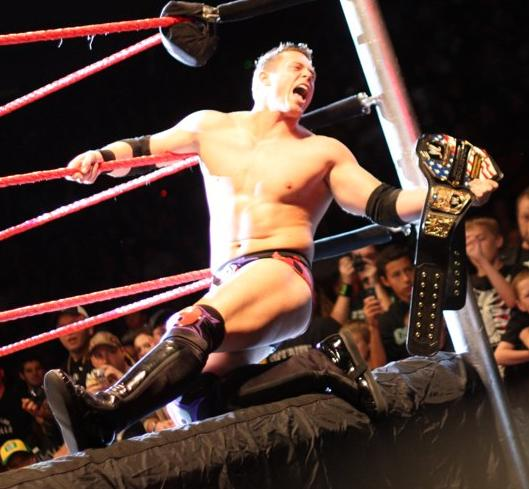
Országos bajnok, 2009

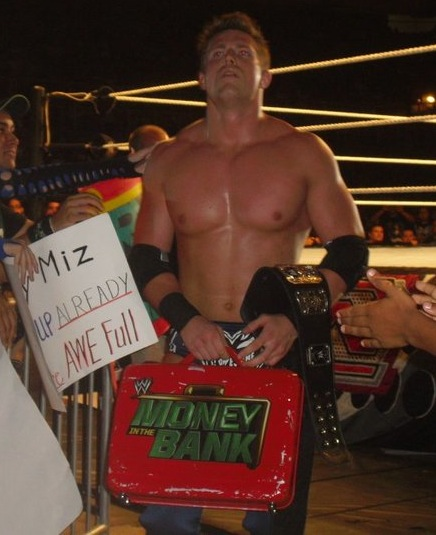
Money in the Bank, 2010

## A karrierje előtti évei
Mike Ohio államban, a Normandy High School-on végezte középiskolai tanulmányait, ahol már ekkor az élen szerepelt sportok tekintetében. Ő volt az iskolai kosárlabda és sífutó csapat kapitánya, több úszóversenyen végzett első helyen; valamint az iskolai évkönyv szerkesztői közt is megjelent a neve. A gimnázium után a Miami University-n, illetve a Richard T. Farmer School of Business főiskolán tanult az üzleti pályán.

## TV-s karrier
Miz miután elvégezte a főiskolát, az MTV-hez került, ahol a Reality című műsorban volt egy nagyhangú szereplő. A Real World című sorozat után megkapott több szerepet, a Spin-off-ban is. A Real World-ben mikor megjelent, akkor változtatta a nevét The Miz-re, már itt is egy nagyképű, központú személyiség benyomását keltette. A magánéletében egy visszafogott, szerény ember, csak azért csinálta ezt az MTV-n, hogy erre a karakterre felfigyeljen a WWE. 

## Profi pankrátor karrier

### Ultimate Pro Wrestling (2003)
2003-ban Mizanin csatlakozott az Ultimate Pro Wrestling (UPW)-hez, kiképzése pedig a Ultimate University-n zajlott. Versenyzett az "UPW's Mat War's" tornán, de kikapott Tony Stradlin-tól.

### Tough Enough és különböző fejlődési ágak (2004-2006)
2004 októberében Miz részt vett a Tough Enough negyedik évadában. A verseny győztese egy WWE szerződéssel, valamint 1.000.000 $-ral lett gazdagabb. A hosszas verseny után bekerült a döntőbe, ám itt Al Snow lett a győztes. Miz a második helyen végzett, ennek ellenére elkerült a Deep South Wrestling (DSW)-hez, ami a WWE egyik fejlesztési bázisa volt. Itt Mike Knox ellen megszerezte a DSW nehézsúlyú bajnoki címet, majd 2005 decemberében átkerült az Ohio Valley Wrestling-hez. 2006. január 3-án debütált a TV-ben, ahol legyőzte Rene Dupree-t. Ezután összeállt Chris Cage-el, akivel megnyerte az OVW Tag Team Bajnoki övet.

### World Wrestling Entertainment/WWE (2006-)
2006. március 7-én a WWE bejelentette a hivatalos honlapján, hogy egy régebbi Tough Enoug tag csatlakozni fog a szervezethez. Miután az élő adásokban több promót leadtak róla, egy videóüzenetben bejelentette, hogy: "Át fogom venni a show-t, én fogom irányítani a SmackDown-t." 2006. június 2-án, átvette az esti SmackDown vezetését, házigazdaként több interjút készített, több fontos döntést meghozott és rendezett egy bikini versenyt a WWE dívái között. Miz itt remekül szerepelt, győzelmet, győzelemre halmozott, ám az ő uralkodását is megtörték, méghozzá Boogeyman. A szörnyű pankrátor rémisztő megjelenései és támadásai után kiharcolta, hogy Miz szembe nézzen vele az Armageddonon, ahol veszített.
2007. júniusában, a WWE Drafton Miz átkerült az ECW-hez. A tv-ben Nunzio ellen debütált, aki ellen győzelmet aratott. Október 2-án komoly konfliktusok alakultak a fiatal tehetség körül, a legerősebb viszálya CM Punk-kal fejlődött, aminek eredményeképpen a Cyber Sunday-en megmérkőztek egymással. Ezt a meccset elvesztette az akkori ECW Bajnok ellen.
2007. november 16-án, a SmackDown-on összeállt John Morrison-nal, és legyőzték Matt Hardy és MVP csapatát, majd ezzel a győzelemmel Miz megszerezte az első bajnoki címét a WWE-nél. A Tag Team Bajnokok egy külön honlapot is indítottak a csapatuknak, és elnevezték a duót "Dirt Sheet"-re. A szupersztárok címvédők voltak, de ennek ellenére feszült volt a hangulat közöttük, csak a show miatt mutatták úgy, hogy kedvelik egymást. 2008. július 20-án, a Great American Bash rendezvényen elbukták címüket egy "Fatal 4 Way" meccsen, aminek a résztvevői: Dirt Sheet, Curt Hawkins és Zack Ryder, Jesse és Festus, Finlay és Hornswoggle voltak. Ezután kialakult a legkomolyabb viszályuk, a Cryme Tyme (JTG és Shad Gaspard) csapat ellen. Megpróbáltak nem törődni velük és inkább másra koncentrálva további sikereket értek el. 2008 decemberében legyőzték Kofi Kingston és CM Punk duóját és ezzel megnyerték a World Tag Team Bajnoki öveket. A csapat szép évei voltak ezek, viszont ezt követően a folyamatos csalódás és vereségek csúfították a karrierjüket. Nem is tartott tovább a kettőjük közt a megjátszott barátság, ezért viták után elváltak egymástól. Ezután John Cena ellen folytatott egy rövid viszályt. Elvesztette ellene a mérkőzést, ami azt jelentette, hogy a Staples Center-ben megrendezett Raw-ról és SummerSlam-ről el lett tiltva.  
Megszegte a szerződést, mivel 2009. augusztus 9-én megrendezett RAW adásban Calgary Kid néven lépett a szorítóba. Legyőzte Eugene-t, a meccs tétje pedig az volt, hogy a győztes kap egy WWE szerződést. A Miz itt maszkban szerepelt, majd a győzelme után levette, és ekkor hangzott el a jól ismert mondata: "Because I'm The Miz and I'm Awesome!" Ezután célba vette a WWE United States Bajnoki övet, az akkori Bajnokot, Evan Bourne-t megtámadta többször is, bevitte a Skull Crushing Finale befejező mozdulatát, de megszerezni nem tudta a címet, pedig próbálkozott a Night Of Champions-on, a Breaking Point-on és a Hell In a Cell-en is. Az október 5-i RAW-on Kofi Kingston lett a bajnok, aki ellen kapott egy visszavágó meccset Miz, amit ki is használt és megszerezte a címet. Majd a Bragging Rights-on mérkőzést kapott az egykori Tag Team partnere, az akkori Interkontinentális Bajnok, John Morrison ellen. Miz ezek után rivalizálni kezdett a közönség egyik legkedveltebb pankrátorával, MVP-vel, ennek vége a Royal Rumble volt, amin megvédte a Bajnoki övét Miz. Majd a 30 emberes mérkőzésen MVP dobta ki a ringből azt, aki ellen nem sikerült megszereznie a címet. A RAW-ban később a DX (Triple H és Shawn Michaels)-et legyőzte Big Show segítségével, akivel a mérkőzés után létrehozták a ShowMiz csapatot. Ez a csapat sem volt kevésbé sikeres, mint a Dirt Sheet, megszerezték az Egységes WWE Tag Team Bajnoki övet. 
2010. február 16-án elindult az NXT, ami a fiatal tehetségeket kereste. Ez egy verseny volt, aminek a végén a győztes egy WWE szerződéssel lesz gazdagabb. Miz a mentorok közt foglalta el a helyét, és a mai szupersztár, Daniel Bryan mestere lett. A fiatal Bryan szereplése nem volt túlságosan fényes és zökkenőmentes, nem sikerült az első helyre emelkednie, Wade Barrett nyert. Miz úgy érezte, hogy Daniel szégyent hozott rá, amiért nem sikerül a legjobbnak bizonyulnia. Elviharosodott a viszonyuk, Miz sok mindennek elmondta, egykori tanítványát, majd többször megtámadta. 
Június 1-jén az NXT 2. szezonjában Miz ismét kapott egy újoncot, akit Alex Riley-nak hívtak. Egy speciális személyi szerződés értelmében, a szupersztár úgy kezelte a fiatalt, mintha a testvére lenne, de egy szolga munkájával jutalmazta tehetségét. Miz megnyerte a 2010-es RAW Money In The Bank-et, ami után Riley csak hordozhatta a táskát. November 22-én Randy Orton és Wade Barrett ellen lépett be a ringbe. A Vipera nyert és megvédte a Bajnoki övet, de megjelent Miz és Riley a táskával. A kimerült Randy-nek a talpra állás is nehézséget okozott, de ez nem hatotta meg a lelkes kihívót. Egy RKO-val próbálkozott Orton, de Miz elkapta és a befejező mozdulata után sikerült lekopogtatnia. Miz lett az első Tough Enough tag, aki megnyerte később a WWE Bajnoki övet. 
Sikeresen megvédte olyan nevek ellen, mint Jerry Lawler, Randy Orton, CM Punk és még a WrestleMania XXVII. főeseményén is győzelmet aratott John Cena ellen. Majd a 2011-es Over The Limit-en ismét John Cena lett az ellenfele. Egy "I Quit" meccsen csaptak össze, aminek a lényege, hogy az ellenfelet, bármilyen módon rákényszerítsük arra, hogy kimondja: I Quit (Kilépek). Cena győzni tudott, majd brutális mérkőzés után a RAW-n Riley-t leordította a mentora és a sok szidalmazás végén kirúgta. A fiatal pankrátor azonban nekiesett a tanárának és földbe döngölte, ezzel Alex elindult egy szólókarrier felé. A hosszas harcuk után azonban a Capitol Punishment-en Miz vereséget szenvedett egykori tanítványa ellen, Riley mindenkit lenyűgözött és bebizonyította, hogy nincs szüksége Miz-re, hisz egyedül is tud sikeres pankrátor lenni.
2011. augusztus 22-én megalkotta R-Truth-al az "Awesome Truth" csapatot, ami lényege, hogy két bukott szupersztár, aki egykor a csúcson volt, most háttérbe szorul. Több támadással és az új rappjükkel hívták fel magukra a figyelmet. a What's Up című bevonuló zenéből, ami R-Truth muzsikája volt régebben, kifejlesztették a "You Suck"-ot, amivel a közönséget szidalmazzák. A csapat 2011-es Survivor Series-en szembenéz The Rock és John Cena duójával. Ám ezen a mérkőzésen nem tudtak győzni, mert Rock ismét elképesztő és megállíthatatlan volt. A vereség után Alex Riley-t és R-Truth-t hibáztatta és többször megtámadta. De mint akkor, most is visszanyalt neki a fagyi és a feltámadó Truth visszaadta a kapott sérelmeket. Miz kissé vesztes karakterré formálódott, aki nem képes nyerni a mérkőzésein. 
A Miz miután visszatért a filmezésből, egy hollywoodi filmsztár karakterét játszotta; a bevonuló zenéje is kiegészült egy hollywoodi intro-val. 2014. július 20-án megnyerte az Interkontinentális övért vívott Battle Royalt a Battleground-on, így már háromszoros Interkontinentális bajnoknak mondhatta magát. Ezután többször összecsapott Dolph Ziggler-el, majd nem sokkal később elbukta a címét. Szeptemberben, a Night of Champions-on azonban visszaszerezte tőle, így négyszeres interkontinentális bajnok lett. Sokáig azonban nem örülhetett a címének, hiszen másnap a RAW-on Dolph Ziggler ismét elnyerte tőle. Ezt követően összeállt Damien Mizdow-al, és a Tag Team bajnoki övért versenyeztek. Novemberben, a Survivor Series-en egy "Fatal 4 Way" meccsen meg is szerezték a címet, így ők lettek az új Tag Team bajnokok. 2015 januárjában részt vett a Royal Rumble meccsen, de nem sikerült megnyernie. A Money in the Bank-on megtámadta Ryback-et, majd ismét az interkontinentális övet vette célkeresztbe. A SummerSlam-en összecsapott a címért vele, valamint a Big Show-al, de vereséget szenvedett. Ezután a Survivor Seriesen csapott össze egy 5vs5 eliminációs Tag Team-meccsen, ahol társai az Ascension nevű Tag Team, Bo Dallas, valamint Cody Rhodes volt. A meccset elvesztették a Dudleyz, Neville, Titus O'Neil és Goldust párosa ellen.

## Kapcsolata Maryse-szel (2016-napjainkig)
Miz 2016. április 3-án a WrestleMania 32-n lépett ringbe egy hatfős létrameccs keretein belül az Interkontinentális Bajnoki címért, amit végül Zack Ryder nyert meg. Másnap a RAW-n Miz legyőzte Zack Rydert az övért, miután Maryse bezavart a meccsbe – ezzel megszerezve ötödjére is a címet. Három nappal később már a SmackDown-on zajlott a visszavágó, de Maryse bezavarásának Miz sikeresen megvédte címét. Ezután Miz és Maryse együtt csinálták a különböző promókat a Miz TV keretein belül, úgy hívták magukat, hogy "IT Couple". Május 1-jén a Paybacken Miz megküzdött Cesaro-val a címért, de sikeresen meg is védte. Május 22-én az Extreme Rules-on csapott össze Cesaro-val, Sami Zayn-nel valamint Kevin Owens-szel egy Fatal 4-Way meccs keretein belül ahol szintén megvédte címét. A másnapi RAW-on Miz-nek nem sikerült kvalizni magát a 2016-os Money in the Bank létrás meccsbe, mivel Cesaro legyőzte őt. Ezután ő is és Maryse is szünetre mentek, hogy a The Marine 5: Battleground filmet forgassák. Június 27-én a RAW-on tértek vissza ahol egyből Kane-nel csapott össze és el is vesztette a bajnoki címmeccset kiszámolással. A Battleground-on Darren Young-gal csapott össze a címért, de a meccsnek a bíró vetett véget miután Miz megtámadta Bob Backlund-ot (Darren menedzserét). Július 19-én a Draft-on ő és Maryse hivatalosan is a SmackDown-ra kerültek, velük együtt az Interkontinentális öv is. Augusztus 21-én a SummerSlam-en sikeresen megvédte a címet Apollo Crews ellen.

## Magánélete
Mizanin szülei elváltak. Van egy Donnie nevű mostohaapja, valamint két féltestvére, Jimmy és Tonia. Mizanin szenvedélyesen szurkol szülővárosa csapatainak: Cleveland Browns-nak, Cleveland Cavaliers-nak, és a Cleveland Indians-nak. 2014. február 20-án, a Bahamákon feleségül vette régi barátnőjét, az egykori WWE Divát Maryse Ouellet-et. A házaspár most Los Angelesben, Kaliforniában lakik. Szlogenje: „Because I’m the Miz and I’m AWESOME!” (Magyarul: „Mert Én vagyok a Miz és Én király (csodálatos) vagyok!”)

## Eredményei
DSW Heavyweight Championship (1x)
- 2005.12.01.: Mike Knox-ot győzte le.

OVW Southern Tag Team Championship (1x)
- 2006.02.08.: Csapattársával, Chris Cage-el az OVW TV Tapings-on.

WWE Championship (1x)
- 2010.11.22.: RAW-on beváltotta a Money in the bank táskát Randy Orton ellen.

WWE United States Championship (2x)
- 2009.10.05.: RAW-on legyőzte Kofi Kingston-t.
- 2010.06.14.: RAW-on legyőzte R-Truth-t, John Morrison-t és Zack Ryder-t.

WWE Intercontinental Championship (7x)
- 2012.07.23.: Raw 1000-en legyőzte Christian-t.
- 2013.04.07.: WrestleMania 29-en legyőzte Wade Barrett-et.
- 2014.07.20.: Battleground-on megnyerte a 19 emberes battle royal meccset. Utoljára Dolph Ziggler-t ejtette ki.
- 2014.09.21.: Night of Champions-on legyőzte Dolph Ziggler-t.
- 2016.04.04.: Egy RAW adáson győzte le Zack Ryder-t.
- 2016.11.15.: Az egyik SmackDown Live adáson győzte le Dolph Ziggler-t.
- 2017.06.04.: A 2017-es Extreme Rules PPV-n győzte le Dean Ambrose-t.

WWE Tag Team Championship (4x)
- 2007.11.13.: Csapattársával, John Morrison-al a SmackDown-ban.
- 2010.02.08.: Csapattársával, Big Show-al (ShoMiz) a RAW-on.
- 2011.02.11.: Csapattársával, John Cena-val a RAW-on.
- 2014.11.23.: Csapattársával, Damien Mizdow-al a Survivor Series-en legyőzték Gold és Stardust, Jimmy Uso és Jey Uso valamint Diego és Fernando párosát.

World Tag Team Championship (2x)
- 2008.12.13.: Csapattársával, John Morrison-al egy House show-n.
- 2010.02.08.: Csapattársával, Big Show-al (ShoMiz) a RAW-on.

Money in the Bank (1x)
- 2010.07.: RAW-on.

Slammy-díjak (2x)
- A legjobb WWE.com Exclusive (2008) – "The Dirt-Sheet" – John Morrison-al.
- Az év legjobb csapata (Tag Team of the Year, 2008) – John Morrison-al.

## Filmjei
| Év   | Cím                                                                  | Szerep         |
| ---- | -------------------------------------------------------------------- | -------------- |
| 2004 | Delivery                                                             | Customer       |
| 2012 | Dilid detektívek (Psych) TV-Sorozat 1 epizód                         | Mario          |
| 2012 | Képtelen kampány (The Campaign)                                      | The Miz        |
| 2012 | Király páros (Pair of Kings) TV-Sorozat 1 epizód                     | Damone         |
| 2013 | A tengerészgyalogos 3. (The Marine 3: Homefront)                     | Jake Carter    |
| 2013 | Fejvadászok karácsonya (Christmas Bounty)                            | Mike           |
| 2014 | Scooby-Doo! Rejtély a bajnokságon (Scooby-Doo! WrestleMania Mystery) | The Miz (hang) |
| 2015 | Sirens /TV-Sorozat/ 1 epizód                                         | Lance          |
| 2015 | A tengerészgyalogos 4. – Mozgó célpont (The Marine 4: Moving Target) | Jake Carter    |
| 2015 | A Mikulás segédje                                                    | Dax            |
| 2016 | Odaát (Supernatural) TV-Sorozat 1 epizód                             | Shawn Harley   |
| 2017 | A tengerészgyalogos 5. – Csatatér (The Marine 5: Battleground)       | Jake Carter    |
| 2018 | Miz & Mrs. /TV-Reality Show/ 10 epizód                               | The Miz        |
| 2018 | A tengerészgyalogos 6. – Közel Harc (The Marine: Close Quarters)     | Jake Carter    |

## Befejező mozdulatok
- Koponyatörő befejezés (Skull-Crushing Finale)
- Reality Check
- Mizard of Oz
- Figure Four Leglock

## Becenevek
- „Mr. Money in the Bank”
- „The Awesome One”
- „The Chick Magnet”
- „The Most Must-See Superstar/ WWE Champion in History”
- „The Cleveland Screamer”
- „The Grand Mizard of Lust”
- „The Monk of Mojo”

## Bevonuló zenéi
- "Reality" előadó: Jim Johnston (2006–2009)
- "Rock Activator" előadó: Jim Johnston (2009. augusztus)
- "The Awesome Truth" előadó: Jim Johnston (2011. augusztus 22. – 2011. november 21.; R-Truth csapattársaként)
- „I Came to Play” előadó: Downstait (2010. január 4. – napjainkig; Hollywood Intro-val kiegészülve 2014. június 30.-tól napjainkig)

## Fordítás
- Ez a szócikk részben vagy egészben  a   The Miz című angol Wikipédia-szócikk fordításán alapul.  Az eredeti cikk szerkesztőit annak laptörténete sorolja fel. Ez a jelzés csupán a megfogalmazás eredetét és a szerzői jogokat jelzi, nem szolgál a cikkben szereplő információk forrásmegjelöléseként.

## További információ
- The Miz a Facebookon
- The Miz a PORT.hu-n (magyarul)
- The Miz az Internetes Szinkronadatbázisban (magyarul)
- The Miz az Internet Movie Database-ben (angolul)
- The Miz a Rotten Tomatoeson (angolul)
- WWE Championship title history
- WWE United States Championship title history
- World Tag Team Championship title history
- WWE Tag Team Championship title history
- Intercontinental Championship title history